# Berliner Allgemeine Gartenzeitung
Berliner Allgemeine Gartenzeitung (abreviado Berliner Allg. Gartenzeitung) fue una revista ilustrada con descripciones botánicas que fue editada en Berlín. Se publicó en los años 1857 a 1858. Fue precedida por Allg. Gartenzeitung y reemplazada por Wochenschr. Gärtnerei Pflanzenk..